# BD+66 1673
Désignations
BD+66 1673 ou V747 Cephei est une étoile binaire à éclipses  de la constellation de Céphée, composée d'une étoile bleue de la séquence principale de type spectral O5.5V et d'une étoile bleu-blanc de la séquence principale. Elle est située dans la nébuleuse NGC 7822 et c'est l'étoile la plus chaude de l'amas ouvert Berkeley 59, qui est âgé d'environ 2 millions d'années seulement. Elle est distante d'environ ∼ 3 200 a.l. (∼ 981 pc) de la Terre et elle fait partie de l'association stellaire OB4 de Céphée. Sa température de surface est d'environ 45000 Kelvins. Sa luminosité est d'environ 100 000 fois celle du Soleil[réf. nécessaire].